# Taman Sareh
Taman Sareh is een bestuurslaag in het regentschap Sampang van de provincie Oost-Java, Indonesië. Taman Sareh telt 4035 inwoners (volkstelling 2010).